# منطقه مرکزی حماة

شهرستان حَمات (به عربی: منطقة حماة) یکی از شهرستان‌های استان حمات کشور سوریه است. جمعیت این شهرستان در سال ۲۰۰۴ بالغ بر ۶۴۴٬۴۴۵ تن بود. مرکز این شهرستان شهر حمات است.